# 豊田浩志
豊田 浩志（とよた こうじ、1947年 - ）は、日本の歴史学者。上智大学名誉教授。専攻は西洋史の初代キリスト教史とローマ帝政史研究。

## 略歴
1947年、広島県に生まれた。広島学院高等学校を経て、1970年広島大学文学部史学科西洋史学専攻卒業。1972年同大学院文学研究科西洋社会史専攻修士課程修了。1977年、同博士課程単位修得退学し、同大学助手となった。
1978年、美作女子大学（現・美作大学）専任講師に着任。1981年に助教授昇進。1988年に上智大学文学部助教授となり、1991年に教授昇進。1997年、広島大学に学位論文を提出して博士号取得。2017年に上智大学を定年退職し、名誉教授となった。

## 著書
- 『キリスト教の興隆とローマ帝国』（南窓社、キリスト教歴史双書） 1994
- 『危機をめぐる歴史学 - 西洋史の事例研究』（堀井健一, 岡本明, 前野弘志, 水田英実共著、山代宏道編、刀水書房） 2002

## 編書
- 『キリスト教修道制 - 周縁性と社会性の狭間で』（編、上智大学出版会） 2003
- 『神は細部に宿り給う - 上智大学西洋古代史の20年』（編、南窓社） 2008
- 『モノとヒトの新史料学 古代地中海世界と前近代メディア』（編、勉誠出版） 2016
- 『古代ローマの港町 オスティア・アンティカ研究の最前線』（坂口明共編、勉誠出版） 2017

## 翻訳
- 『バチカン サン・ピエトロ大聖堂下のネクロポリス』（ピエトロ・ザンデル(Pietro Zander)、牧島優子, 西田有紀共訳、ぎょうせい） 2011